# Восточный караборо
Восточный караборо (Eastern Karaboro, Kar, Ker, Kler) — центральный язык сенуфо, на котором говорит народ западные караборо, который проживает в провинции Комоэ, восточнее от главного шоссе от города Ферке до Бобо-Диулосо и города Банфора, на юге Буркина-Фасо, а также около 7.130 человек проживает в Кот-д'Ивуаре.
Понимание диалекта кар носителей языка западный караборо составляет 70 %, а наоборот — 30 %.